# Katsuo Kanda
Katsuo Kanda (神田 勝夫, Kanda Katsuo) est un footballeur japonais né le 21 juin 1966 dans la préfecture de Niigata au Japon.

## Carrière en club
Kanda a fait ses études et a joué au lycée technique de Niigata. Son équipe a joué au tournoi de football de tous les lycées du Japon. Il a poursuivi ses études et son football à l'Université d'agriculture de Tokyo.
Après avoir obtenu son diplôme en 1989, Kanda a commencé sa carrière pro avec la NKK de la Japan Soccer League. Il a joué principalement en tant qu'attaquant. Il a marqué 8 buts lors de la saison 1993, étant le meilleur buteur du club.
Au printemps 1994, Kanda a rejoint le club de la Ligue japonaise de football, Cerezo Osaka. Lors de sa première saison, il a marqué 5 buts en 30 matches de championnat et a aidé le club à obtenir la promotion en J1 League. Il est resté avec Cerezo pendant les 4 années suivantes en tant qu'arrière gauche, totalisant près de 150 apparitions pour le club.
Depuis 2000, il a joué pour le club de sa ville natale Albirex Niigata. Après 4 saisons, il a disputé son dernier match professionnel le 19 octobre 2003. Son témoignage a été joué au Niigata Stadium contre Boca Juniors le 27 juillet 2003. Albirex a remporté le match 2–1. Immédiatement après sa retraite, il a été nommé nouveau directeur technique du club.

## Carrière en équipe nationale
En 1995, Kanda a été appelé par Shu Kamo pour jouer pour l'équipe nationale du Japon dans un match amical contre l'Équateur le 28 mai 1995, qui était sa seule sélectrion.